# Ралица Иванова
Ралица Иванова е български модел. Живее и работи в САЩ.

## Биография
Тя е родена на 27 март 1985 г. във Варна, България. През 2006 тя заминава САЩ, където започва работа като фото модел за местна модна агенция. Впоследствие се снима и за кориците на няколко големи списания като MAXIM, Playboy, Penthpouse и Esquire. През 2010 г. влиза в класацията за стоте най-сексапилни жени на планетата. 